# Liste in Bermuda vorhandener Dampflokomotiven
Dies ist eine Liste erhaltener Dampflokomotiven auf dem Gebiet von Bermuda.

## Schmalspurdampflokomotiven 457 mm
| Foto | Nummer oder Name           | Bauart / Achsfolge | Hersteller      | Fabrik- nr. | Baujahr | Historie | Eigentümer / Betreiber / Strecke | Standort                  | Bemerkungen |
| ---- | -------------------------- | ------------------ | --------------- | ----------- | ------- | -------- | -------------------------------- | ------------------------- | ----------- |
|      | Astor Estate Railway No. ? | 1'C                | B&O (Mt. Clare) |             | 1934    |          |                                  | Astor Estate, Ferry Reach | [ 1 ]       |